# Argyresthia subrimosa
Argyresthia subrimosa is een vlinder uit de familie van de pedaalmotten (Argyresthiidae). De wetenschappelijke naam van de soort werd in 1932 gepubliceerd door Edward Meyrick.